# 서창초등학교 (경남)
서창초등학교는 대한민국 경상남도 양산시에 있는 공립 초등학교이다.

## 학교 연혁
- 1946. 11. 19 서창국민학교 개교
- 1992. 12. 21 학교 운영 쇄신(교육환경 개선) 도 우수학교 선정
- 1995. 02. 28 ~ 1997. 02. 28 도 지정 인성교육 연구학교
- 1996. 03. 01 서창초등학교로 교명 변경
- 1999. 03. 01 ~ 2000. 02. 29 학교 교육 계획 우수학교 선정(교육부 장관 표창)
- 2000. 03. 01 ~ 2001. 02. 28 도 지정 교실수업 개선 자율시범 학교
- 2002. 11. 02 시 지정 유치원 시범보고회
- 2005. 09. 01 대운초등학교 분리 - 26학급 편성
- 2005. 09. 10 보건실 현대화 사업
- 2005. 10. 13 민간참여 제2컴퓨터실 시설 정비
- 2006. 07. 21 검도부 창설
- 2006. 12. 15 과학실 현대화 사업 및 도서실 활성화 사업 완료
- 2010. 02. 05 다목적강당 도담관 개관
- 2012. 07. 30 방송실 현대화 사업
- 2013. 09. 07 컴퓨터실 개관
- 2014. 03. 01 ~ 2015. 02. 28 경상남도교육청 평가방법 개선 연구학교 운영
- 2014. 09. 01 제23대 홍선희교장 취임
- 2015. 02. 16 제64회 졸업식(졸업생 총수 7,780명)

## 참고 자료
- 서창초등학교 - 한국교육학술정보원 학교알리미